# Salviniàcies
Les salviniàcies (Salviniaceae) són una família de falgueres de l'ordre Salvinales. La família té dos gèneres, Azolla i Salvinia, i unes 20 espècies. Principalment es distribueix en climes tropicals d'Amèrica, Euràsia i Àfrica. Algunes espècies són invasives de grans superfícies aquàtiques sota climes tropicals.
Són falgueres que floten a l'aigua. Són plantes heterospòriques, és a dir, que produeixen espores de diferents mides. El desenvolupament de les fulles de Salvinia és peculiar i únic, ja que el costat superior de la fulla que flota és morfològicament abaxial (J. G. Croxdale 1978, 1979, 1981).
Totes les espècies del gènere Salvinia i Azolla estan catalogades com a exòtiques invasores arreu del territori espanyol. Entre altres, això implica que està prohibit comercialitzar-la i introduir-la al medi natural. Tampoc es poden reintroduir exemplars que hagin estat extrets de la natura.

## Taxonomia
La família Salviniaceae inclou dos gèneres i 18 espècies:
Gènere Salvinia
- Salvinia auriculata Aubl.
- Salvinia biloba Raddi
- Salvinia cucullata Roxb.
- Salvinia herzogii de la Sota
- Salvinia minima Baker
- Salvinia molesta Mitchell
- Salvinia natans (L.) All.
- Salvinia oblongifolia Martius

Gènere Azolla
- Azolla caroliniana Willd. - falguera d'aigua[4]
- Azolla circinata Oltz & Hall
- Azolla cristata Kaulf.
- Azolla filiculoides Lam.
- Azolla japonica Franch. & Sav.
- Azolla mexicana C. Presl
- Azolla microphylla Kaulf.
- Azolla nilotica Decne. ex Mett.
- Azolla pinnata R. Br.
- Azolla rubra R. Br.